# Вбивство Бріани Джай
11 лютого 2023 року Бріана Джай (англ. Brianna Ghey; [dʒaɪ] JY), 16-річна трансгендерна дівчина з Бірчвуда, Воррінгтон, Велика Британія, була вбита в парку міста Калчет, Воррінгтон. Двох убивць, Скарлетт Дженкінсон і Едді Реткліффа, яким на той момент було по 15 років, заарештували наступного дня. Зрештою їх звинуватили і визнали винними у вбивстві.
Вбивць було засуджено до довічного ув'язнення з можливістю подачі апеляції на умовно-дострокове звільнення через 22 роки для Дженкінсон і 20 років для Реткліффа. Суд постановив, що злочин був насамперед мотивований садистськими нахилами, а трансфобія була другорядним мотивом Реткліффа. Вбивство було пов'язане зі значним ступенем жорстокості та планування.

## Передумови

### Бріана Джай
Бріана була 16-річною трансгендерною дівчиною та ученицею 11 класу середньої школи Бірчвуда (англ. Birchwood Community High School). Її батьки описували її як «неперевершену людину, що залишала незабутнє враження для всіх, хто її зустрічав». За словами друзів, Джай часто допомагала молодим транс-дівчатам безпечно і легально отримувати доступ до гормональної терапії. Бріана стикалася з багаторічними трансфобними переслідуваннями та знущаннями до того, як її вбили. В тому числі у школі.

### Едді Реткліфф
Едді Реткліфф, учень середньої школи Калчет. Однокласники описували Реткліффа як приклад для наслідування, який отримував найкращі оцінки. Реткліфф вперше зустрів Скарлетт Дженкінсон в школі, коли йому було 11 років. У 2018 році він брав участь у чемпіонаті з кікбоксингу, організованому ISKA на Ямайці, як кікбоксер-любитель.
Описаний в одному із записників Дженкінсон як розумний, але соціально незграбний, Реткліфф був відлюдником. За словами сусідів, до вбивства він ніколи не виявляв жодних ознак насильства. Реткліфф захоплювався ножами, а також колекціонував леза. Мисливський ніж, використаний для вбивства, він купив під час лижної подорожі до Болгарії.

### Скарлетт Дженкінсон
Відвідувала середню школу Калчет разом із Реткліффом. Їй загрожувало постійне виключення зі школи після інциденту 27 вересня 2022 року, коли вона принесла до школи їстівні продукти з канабідіолом і дала їх молодшій однокласниці, яка згодом захворіла. Інцидент стався за чотири місяці до того, як Дженкінсон вперше спробувала вбити Джай, отруївши її таблетками ібупрофену.
Як альтернативу виключенню, Дженкінсон дозволили перевестися до Бірчвуду, де вона подружилася з Джай. У текстових повідомленнях з Реткліффом Дженкінсон демонструвала, що відчувала себе одержимою Джай. В інтерв'ю з дитячим психіатром доктором Річардом Черчем Дженкінсон заявила, що відчувала, що ось-ось втратить Джай як подругу, і що вона хотіла «вбити її, щоб завжди бути з нею».
До вбивства Дженкінсон захоплювалася серійними вбивцями, дивилася документальні фільми та робила нотатки про відомих вбивць, зокрема Джеффрі Дамера та Джона Вейна Гейсі. За деякими повідомленнями, вона використовувала браузер Tor для доступу до відеозаписів тортур і вбивств у даркнеті.

## Вбивство
Вдень 11 лютого 2023 року Бріану було знайдено з множинними ножовими пораненнями на стежці в Лінійному парку Калчета (англ. Culcheth Linear Park). О 15:13 було викликано надзвичайні служби, які на місці констатували її смерть. Міністерством внутрішніх справ було надано зініційовано розтин для з'ясування причин смерті. 15 лютого 2023 року прокурор Лінн Галлагер заявила, що напад на Бріану Джай був «надзвичайно жорстоким і каральним».
Похорон Бріани Джай відбувся 15 березня 2023 року в церкві Святого Елфіна у Воррінгтоні.
В результаті розслідування стало відомо, що вранці 11 лютого 2023 року Скарлетт Дженкінсон відправила Бріані Джай повідомлення із вказівкою сісти на автобус до бібліотеки Калчета пізніше того ж дня. О 12:45 Бріана була зафіксована камерою дверного дзвінка, коли вона виходила з дому в Бірчвуді. Йдучи, Джай повідомила матері про зустріч із Дженкінсон. Джай пройшла близько 25 хвилин до залізничної станції Бірчвуд і о 13:38 сіла на автобус, після чого написала матері повідомлення.
О 13:53 Джай зустрілася з Дженкінсон та її другом Едді Реткліффом, якого Бріана раніше не бачила, на автобусній зупинці біля бібліотеки. Востаннє о 14:02 їх бачили на камерах відеоспостереження, коли вони прямували в лінійний парк Калчет, де кілька очевидців бачили, як вони йшли разом. Обмінюючись повідомленнями в Snapchat, Бріана, яку Дженкінсон заманила під враженням, що вони збираються вжити наркотики, відправила Дженкінсон повідомлення о 14:15, кажучи, що почекає на місці, оскільки сильно хвилюється. Дженкінсон, видаючи себе за дилера в Snapchat, обмінювалася повідомленнями сама з собою, домовляючись про плани зустрічей. О 14:30 Бріана, яка ставилася до Дженкінсон з підозрою, написала другу: «Скарлетт така дивна дівчина. Я думаю, вона прикидається, що у неї є дилер». Після цього на неї напали з мисливським ножем.
Дженкінсон і Реткліффа здалеку помітила жінка, яка вигулювала собаку зі своїм чоловіком у парку. Зрозумівши, що їх помітили, вбивці втекли з місця злочину. Подружжя виявило тіло Бріани, яке лежало обличчям донизу і сильно стікало кров'ю, і о 15:13 зателефонувало до служби порятунку. О 16:02 лікарі швидкої допомоги на місці події констатували смерть Джай.

## Розслідування
8 березня 2023 року в коронерському суді Воррінгтона було відкрито розслідування смерті Бріани, яке згодом було відкладено до закінчення суду.
Міністерству внутрішніх справ Великої Британії було доручено провести розтин для встановлення причини смерті. Експертиза засвідчила, що Бріані завдали 28 ножових поранень у голову, шию, груди і спину. Прокурор Лінн Галлахер пізніше охарактеризувала напад на Джай як «надзвичайно жорстокий і каральний».
12 лютого 2023 року двох 15-річних підозрюваних, Едді Реткліффа з Лі та Скарлетт Дженкінсон з Воррінгтона, одночасно заарештувала у своїх будинках поліція Чешира. Головний суперінтендант поліції Чешира Майк Еванс описав убивство як цілеспрямований напад, хоча спочатку повідомив, що «немає ніяких доказів того, що обставини смерті Бріани пов'язані з ненавистю». 14 лютого поліція повідомила, що розслідує «всі напрямки розслідування», включно з питанням про те, чи був напад злочином на ґрунті ненависті.
15 лютого підозрюваним було пред'явлено звинувачення у вбивстві. Підліткам було відмовлено у заставі, а також поміщено в ізолятор тимчасового утримання. Наступного дня підозрювані через відеозв'язок з'явилися на короткому слухання у Ліверпульскому Королівському суді Єлизавети II. На цьому слухання суддя Девід Обрі залишив підозрюваних у слідчому ізоляторі для неповнолітніх до слухання по досудової підготовки 2 травня 2023 року, на якому вони мали б викласти свої докази. Однак від обвинувачуваних не вимагалося визнати провину, тож їх було залишено під вартою до наступного слухання 11 травня. У підготовчому засіданні 20 липня 2023 року один із підозрюваних заявив про свою невинуватість. Інший підозрюваний не заявив провину. Наступне досудове слухання відбулося 4 жовтня 2023 року, під час якого інший підозрюваний не визнав себе винним.

### Судовий процес
Судовий процес розпочався в Королівському суді Манчестера 27 листопада 2023 року. У зв'язку з характером справи і віком учасників були введені обмеження на повідомлення, що не дозволяють називати імена обох обвинувачених, а також будь-яких інших осіб дітей, згаданих під час судового розгляду. Під час суду Дженкінсон називали «Дівчиною X», а Реткліффа — «Хлопчиком Y».
Під час перебування під вартою у Дженкінсон було виявлено ознаки аутизму і СДУГ. Після арешту Реткліффу поставили діагноз аутизм і селективний мутизм, унаслідок чого він не міг розмовляти ні з ким, крім своєї матері. Під час судового розгляду обом обвинуваченим було надано належні умови. Через виборчий мутизм Реткліффу дозволили спілкуватися із судом, друкуючи на комп'ютері. Обом злочинцям було надано можливість брати участь у розгляді по відеозв'язку, а не особисто. Присяжним також повідомили, що і Дженкінсон, і Реткліфф могли реагувати або говорити по-різному під час судового розгляду через їхні діагнози.
Сторона обвинувачення представила текстові повідомлення з доказом того, що Дженкінсон раніше намагалася отруїти Джай, використовуючи надмірну кількість ібупрофену, в результаті чого Джай серйозно захворіла, що, на думку її матері, було апендицитом. Дженкінсон отруїла її, вважаючи, що вбивство буде помилково сприйнято за суїцид в результаті передозування через проблеми з психічним здоров'ям Джай. Після того, як Бріана пережила замах, обвинувачені планували вбити її, завдавши удар мисливським ножем, купленим Реткліффом. До цих спроб у текстових повідомленнях Дженкінсон зізнавалася у своїй одержимості Джай, називаючи її «справді іншою» і «справді красивою». Реткліфф також писав у текстових повідомленнях, що хоче «подивитися, вона буде кричати як чоловік чи дівчина».

### Вирок
Суд тривав три тижні і завершився 20 грудня 2023 року, коли обох обвинувачених було визнано винними в умисному вбивстві. Суддя зазначила, що незабаром підозрювані будуть засуджені до довічного ув'язнення. 21 грудня 2023 року суддя ухвалила, що накази про анонімність, які захищали особи засуджених убивць, буде скасовано, і їхні імена буде названо під час слухання вироку, яке відбудеться 2024 року.
2 лютого 2024 року в Королівському суді Манчестера відбулося слухання за вироком, на якому було названо імена двох підлітків. Суддя визначив, що існує «сильний суспільний інтерес у повному і необмеженому висвітленні явно виняткового випадку». Суд також заслухав оновлені оцінки психіатрів злочинців: у Дженкінсон діагностували антисоціальний розлад особистості, а не аутизм, а у Реткліффа — легку форму «розладу особистості аутистичного спектра».
Дженкінсон було засуджено до довічного ув'язнення з мінімальним терміном ув'язнення 22 роки, Реткліффа — до довічного ув'язнення з мінімальним терміном 20 років. Дженкінсон матиме право на умовно-дострокове звільнення не раніше 25 січня 2044 року, Реткліфф — не раніше 25 січня 2042 року.
Ухвалюючи вирок, суддя охарактеризував убивство як «садистське за своєю природою» і, посилаючись на Реткліффа, «де другорядним мотивом була ворожість до Джай через її трансгендерну ідентичність».

## Реакція
Смерть Бріани викликала реакцію її родини, політиків, благодійних організацій, активістів і музикантів. Сім'я Бріани сказала, що її смерть «залишила величезну діру в нашій сім'ї». Емма Міллс, директор школи, де навчалася Бріана, заявляла: «Ми шоковані та справді спустошені, почувши про смерть Бріанни». Батьки одного з друзів Бріани в розмові з Daily Mail стверджували, що убивство було скоєне на ґрунті ненависті.
Член лейбористської партії Доун Батлер написав у Твітері, що «будь-кому в ЗМІ, хто використовує її деднейм, намагаючись стерти особистість Бріани, має бути соромно за себе». Членкиня тієї ж лейбористської партії Надя Віттом казала: «Бріана заслужила шанс стати прекрасною дорослою жінкою та дожити до того, щоб побачити світ, де транс-люди в безпеці та поважаються суспільством». Колишній лідер партії Джеремі Корбін відповів, що «її вбили, тому що вона хотіла бути собою», і додав: «Я думаю про родину Бріани та транс-спільноту, яка бореться за безпеку, гідність і звільнення».
Miami Herald повідомляли, що тисячі представників ЛГБТК-спільнти та користувачів соціальних мереж були засмучені через смерть Бріани. Благодійна організація Stonewall, що захищає права ЛГБТК, і трансгендерна молодіжна благодійна організація Mermaids висловили співчуття родині Джай. Гарячі лінії допомоги трансгендерним людям повідомили про значне збільшення кількості дзвінків незабаром після смерті Джай, які стосувалися «трансфобії, гендерної ідентичності та злочинів на ґрунті ненависті». Різні музиканти висловлювали свої слова підтримки та емоції у Твіттері, як-от Yungblud, Big Joanie та Reverend and the Makers.

### Критика британських ЗМІ
Деяких британських ЗМІ було розкритиковано за повідомлення про смерть Бріани Джай. Так, Trans Safety Network заявили, що деякі британські ЗМІ «публічно не поважали» Джай у висвітленні її смерті. У початковій новині як BBC News, так і Sky News не вказувалося, що Бріана була трансгендерною дівчиною. The Times зіткнулася з сильною критикою після того, як змінила свій оригінальний пост, видаливши слово «дівчина» та включивши деднейм Бріани. Пізніше газета знову змінила пост, видаливши деднейм та знову додавши слово «дівчина».
Веб-сайт The Mary Sue засудив те, що він описав як трансфобну атмосферу британської преси та широко поширені трансфобні повідомлення про вбивство Бріани. Сенторун Радж, професор права з прав людини, казав: «Ми всі несемо відповідальність за протистояння підступним засобам, у які ЗМІ та політики дегуманізують транс-людей». Еш Саркар, журналістка Novara Media, заявила, що вона «не може усвідомити бездушності, пов'язаної з прийняттям редакційного рішення порушити її [Бріани] гідність». Членкиня лейбористської партії Північного Воррінгтона Шарлотта Ніколс заявила, що подасть скаргу до The Times і організації стандартів преси, і що «нікому немає жодної потреби публікувати її деднейм, якщо її ідентифікують як транс-персону у висвітленні в ЗМІ».
У звіті NBC News про вбивство Бріани зроблено висновок, що «за останні кілька років обстановка у Великій Британії стала дедалі ворожішою для транс-людей», зазначивши, що BBC нещодавно опублікувала статтю «Деякі транс-жінки змушують нас займатися сексом», яку звинуватили в «[зображенні] всіх трансгендерних жінок як сексуальних хижаків». Американський журнал Vogue пов'язав убивство Бріани з онлайн-трансфобією, написавши, що «майже завжди права транс-персон піддаються сумнівам, що посилює ідею, що транс-чоловіки та жінки намагаються обдурити нас, що їх глибоко особиста гендерна ідентичність є образливою для статус-кво і того, як ми живемо».

## Наслідки
Меморіальний аккаунт в TikTok і сторінка на GoFundMe були створені друзями Бріани для підтримки її сім'ї. За три дні сторінки зібрали близько 36 000 підписників і 70 000 фунтів стерлінгів на GoFundMe. Після того, як було зібрано 100 000 фунтів її сім'я подякувала людей за їх «приголомшливу щедрість» і заявила, що гроші були витрачені на похорон Бріани, ремонт її кімнати та придбання ювелірних виробів для кремації. Частина пожертвувань була віддана британській благодійній організації з питань психічного здоров'я дітей. Через тиждень після смерті Бріани по всій Великій Британії та в Дубліні, Ірландія, відбулися чування при свічках. Кількість відвідувачів багатьох з цих заходів обчислювалася у сотнях і тисячах. Слідчий поліції графства Чешир заявив, що родина Джай була вражена «повідомленнями підтримки, позитиву і співчуття по всій країні та за її межами».
13 лютого у відповідь на польоти безпілотних апаратів над місцем убивства була введена заборона для польотів над ним. Попри це, польоти не зупинилися і люди продовжували залітати в заборонену зону, що викликало осуд з боку поліції.
Радіостанція Gaydio, присвячена ЛГБТК, оголосила про співпрацю з іншими ЛГБТК-станціями у Великобританії задля транслювання хвилини мовчання об 11:00 17 лютого. Хвилині мовчання передував сюжет, представлений трансгендерною ведучою Стефані Герст, у якому містилися міркування на тему дискримінації та насильства, яких часто зазнають транс-люди, а також віддаючи належне Джай.
Через Закон про визнання статі від 2004 року, який забороняє неповнолітнім особам отримати свідоцтво про визнання статі, у свідоцтві про смерть Бріани, імовірно, буде вказано невірну стать. Адвокат з громадянських прав США Алехандра Кабалло писала: «Закон про визнання статі, проти якого продовжують боротися гендерні критики, жахливими, демонізуючими словами, означає, що у свідоцтві про смерть Бріанни Джай не можна вказати її стать як жіночу. Як остання образа [для Бріани], англійський уряд буде офіційно вказувати її неправильну стать у свідоцтві про смерть».
Кампанії у Твіттері закликали уряд видати сертифікат про визнання статі Джай, «аби вона могла мати гідність після смерті, яку всі інші в цьому світі вважають звичною».
Було створено петицію, яка набрала понад 13 000 підписів, аби вказати стать Бріани як жіночу у свідоцтві про смерть. Тоді цю петицію відхилив консервативний британський уряд, який у відповідь заявив, що нинішня політика «встановлює правильний баланс» і що вони не планують її змінювати.